# Krigsåret 1880

## Pågående krig
- Andra afghankriget (1878-1880)[1]
  - Brittiska imperiet på ena sidan.
  - Afghanistan på andra sidan.

- Första boerkriget (1880–1881)[1]
  - Storbritannien på ena sidan
  - Sydafrikanska republiken på andra sidan

- Salpeterkriget (1879–1883)[2]
  - Peru och Bolivia på ena sidan.
  - Chile på andra sidan.

## Händelser

### Juli
- 27 - Slaget vid Maiwand under andra afghankriget utkämpas.

### September
- 1 - Slaget vid Kandahar innebär slutet på andra afghankriget, som började 1878.

## Födda
- 26 januari – Douglas MacArthur, amerikansk general och arméchef.
- 6 maj – William Edmund Ironside, brittisk fältmarskalk och brittiska imperiets stabschef 1939-1940.
- 14 maj – Wilhelm List, tysk generalfältmarskalk.
- 25 juni – Charles Huntziger, fransk general.
- 4 augusti – Werner von Fritsch, tysk general.
- 7 oktober – Conrad Albrecht, tysk generalamiral.
- 3 december – Fedor von Bock, tysk generalfältmarskalk.
- 31 december – George C. Marshall, amerikansk arméstabschef, utrikesminister och försvarsminister. Mottagare av Nobels fredspris 1953 för Marshallplanen.

## Avlidna
- 7 februari – Arthur Morin, fransk general.
- 7 maj – Luís Alves de Lima, hertig av Caxias, brasiliansk marskalk, överbefälhavare och krigsminister.

### Fotnoter
1. 1 2  ”Chronological List of All Wars”. Arkiverad från originalet den 9 oktober 2014. https://web.archive.org/web/20141009082543/http://www.correlatesofwar.org/COW2%20Data/WarData_NEW/WarList_NEW.pdf. Läst 29 juni 2011.
2. ↑  ”World Statesmen”. http://www.worldstatesmen.org/WARS.html. Läst 28 juni 2011.